# Man Ray

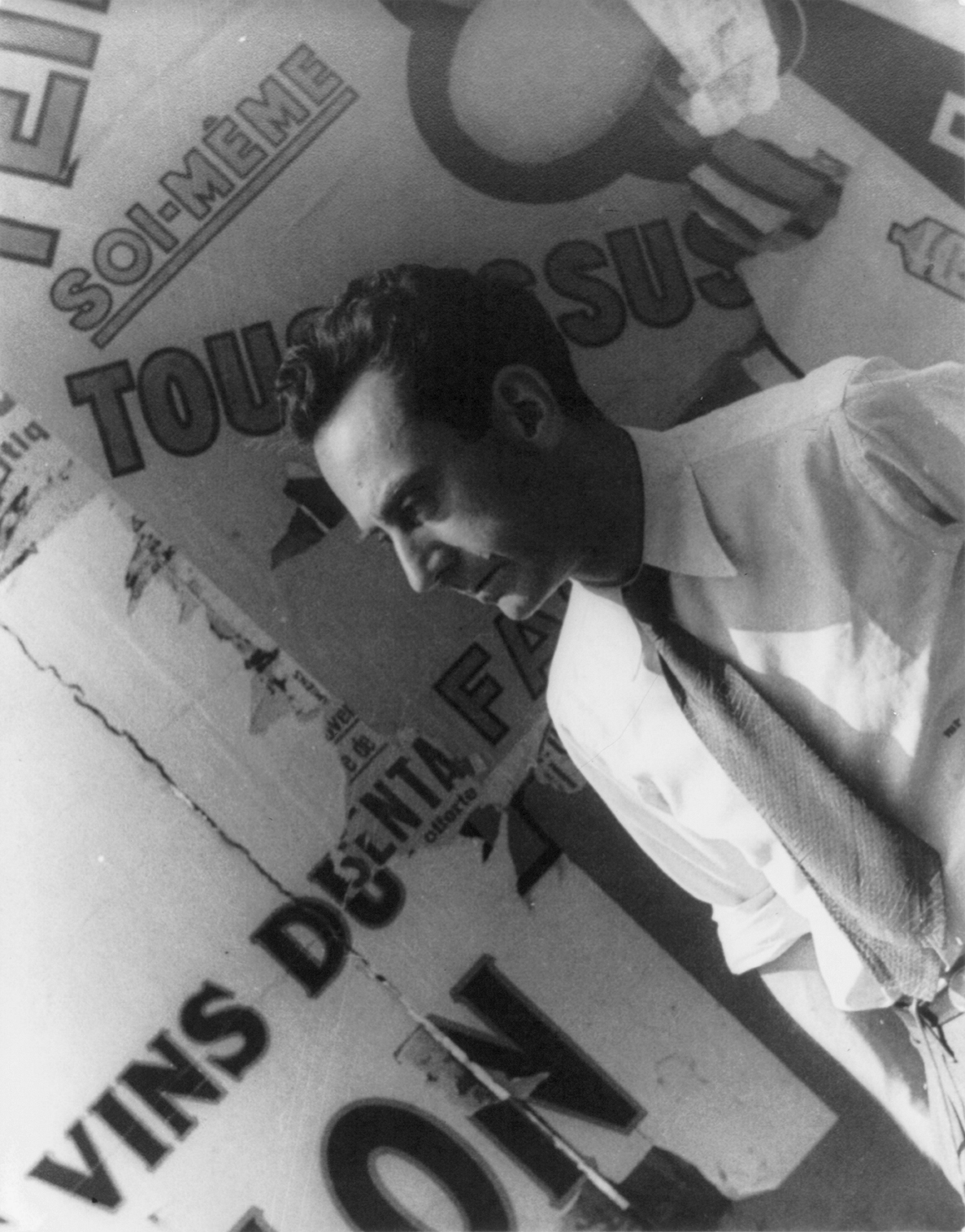
Man Ray, 16. Juni 1934 in Paris, fotografiert von Carl Van Vechten

Man Ray [mæn reɪ] (* 27. August 1890 in Philadelphia, Pennsylvania; USA; † 18. November 1976 in Paris; eigentlich Emmanuel Rudnitzky oder Emmanuel Radnitzky) war ein US-amerikanischer Fotograf, Filmregisseur, Maler und Objektkünstler. Man Ray zählt zu den bedeutenden Künstlern des Dadaismus und Surrealismus, wird aber aufgrund der Vielschichtigkeit seines Werkes allgemein der Moderne zugeordnet und gilt als wichtiger Impulsgeber für die moderne Fotografie und Filmgeschichte bis hin zum Experimentalfilm. Seine zahlreichen Porträtfotografien zeitgenössischer Künstler dokumentieren die Hochphase des kulturellen Lebens im Paris der 1920er Jahre.

## Leben

### Kindheit und frühe Jahre
Man Ray wurde als erstes von vier Kindern russisch-jüdischer Eltern, Melech (Max) Rudnitzky und Manya geb. Luria, in Philadelphia geboren. Auf seiner Geburtsurkunde wurde der Junge als „Michael Rudnitzky“ eingetragen, doch nach Aussage seiner Schwester Dorothy wurde er von der Familie „Emmanuel“ bzw. „Manny“ genannt. Die Familie nannte sich später „Ray“, um ihren Namen zu amerikanisieren. Auch Man Ray selbst zeigte sich in späteren Jahren sehr bedeckt, was seine Herkunft betraf.
Zusammen mit seinen Geschwistern erhielt der junge Emmanuel eine strenge Erziehung. Der Vater arbeitete zu Hause als Schneider und die Kinder wurden in die Arbeit mit einbezogen; schon früh lernten sie nähen und sticken und das Zusammenfügen unterschiedlichster Stoffe in Patchwork-Technik. Diese Erfahrung sollte sich später in Man Rays Werk widerspiegeln: Der spielerische Umgang mit verschiedenen Materialien findet sich in vielen seiner Assemblagen, Collagen und anderen Bildern, überdies zitierte er gern Utensilien aus dem Schneiderhandwerk, zum Beispiel Nadeln oder Garnspulen, in seiner Bildsprache.
1897 zog Man Rays Familie nach Williamsburg, Brooklyn. Dort begann der eigensinnige Junge mit sieben Jahren erste Buntstiftzeichnungen anzufertigen, was von den Eltern nicht für gut befunden wurde, so dass er seine künstlerischen Neigungen lange geheim halten musste. „Ich werde von nun an die Dinge tun, die ich nicht tun soll“ wurde sein früher Leitsatz, dem er lebenslang folgen sollte. Im höheren Schulalter durfte er jedoch Kurse in Kunst und Technischem Zeichnen belegen und beschaffte sich bald das Rüstzeug für seine Künstlerlaufbahn. Nach dem Abschluss der High-School wurde Emmanuel ein Stipendium für ein Architekturstudium angeboten, das er allerdings trotz Zuredens seiner Eltern ablehnte, da eine technische Ausbildung seinem festen Entschluss, Künstler zu werden, zuwiderlief. Zunächst versuchte er sich, eher unbefriedigend, in Porträt- und Landschaftsmalereien; schließlich schrieb er sich 1908 an der National Academy of Design und der Art Students League in Manhattan, New York, ein. Wie er später einmal sagte, belegte er die Kurse für Aktmalerei eigentlich nur, weil er „eine nackte Frau sehen wollte“. Der didaktisch konservative, zeitintensive und ermüdende Unterricht war nichts für den ungeduldigen Studenten. Auf Anraten seiner Lehrer gab er das Studium alsbald auf und versuchte selbstständig zu arbeiten.

### New York, 1911–1921

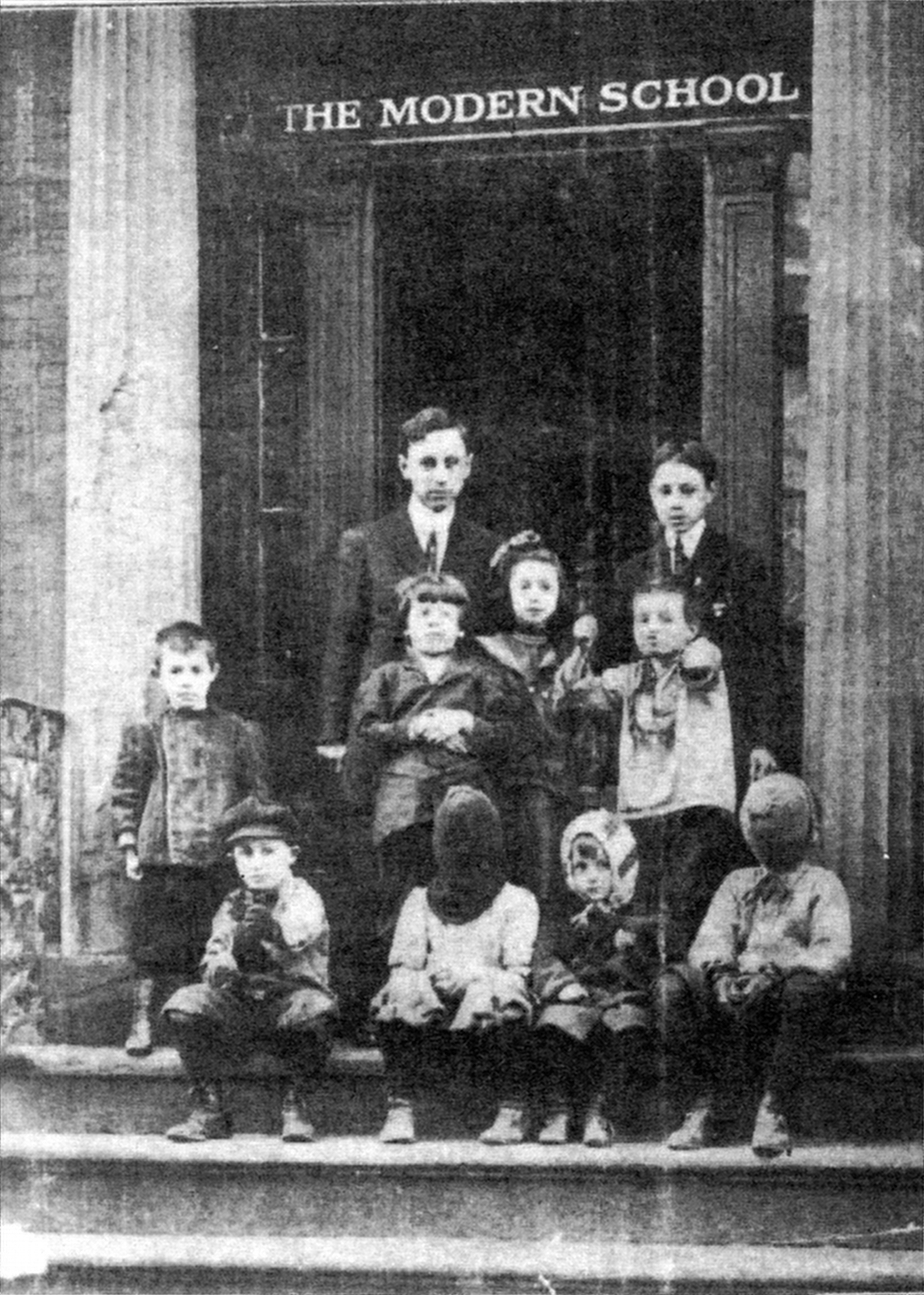
Die Modern School in New York, ca. 1911/12

Im Herbst 1911 trug sich Man Ray an der Modern School of New Yorks Ferrer Center, einer liberal-anarchisch orientierten Schule, ein; dort wurde er im Folgejahr aufgenommen und besuchte Abendkurse im Kunstbereich. Am Ferrer Center konnte er dank der unkonventionellen Lehrmethoden endlich frei und spontan arbeiten. Die teilweise radikalen, von freiheitlichen Idealen geprägten Überzeugungen seiner Lehrer sollten entscheidenden Einfluss auf seinen späteren künstlerischen Werdegang, u. a. seine Zuwendung zum Dada, haben.
In der Folgezeit arbeitete der Künstler – er hatte mittlerweile seinen Vor- und Nachnamen auf „Man Ray“ simplifiziert – als Kalligraf und Landkartenzeichner für einen Verlag in Manhattan. In Alfred Stieglitz’ bekannter „Galerie 291“ kam er zum ersten Mal mit Werken von Rodin, Cézanne, Brâncuși sowie Zeichnungen und Collagen von Picasso in Berührung und fühlte sich diesen europäischen Künstlern auf Anhieb stärker verbunden als ihren amerikanischen Zeitgenossen. Über Alfred Stieglitz fand Man Ray schnell Zugang zu dem völlig neuen Kunstgedanken der europäischen Avantgarde. Er erprobte in kürzester Abfolge wie besessen verschiedene Malstile: Beginnend mit den Impressionisten, gelangte er bald zu expressiven Landschaften, die einem Kandinsky ähnelten (kurz bevor dieser den Schritt zur Abstraktion vollzog), um schließlich zu einer eigenen futuristisch-kubistischen Figuration zu finden, die er abgewandelt sein Leben lang beibehielt.
Einen nachhaltigen Eindruck bei ihm hinterließ die Armory Show, eine umfangreiche Kunstausstellung, die Anfang 1913 in New York stattfand. Schon allein die Größe der europäischen Gemälde überwältigte ihn. Man Ray sagte später dazu: „Ich habe sechs Monate nichts getan – so lange habe ich gebraucht, um zu verdauen, was ich gesehen hatte.“ Bei der in seinen Augen „zweidimensionalen“ Kunst seines Geburtslandes hingegen „[…] habe er geradezu eine Abneigung gegenüber Gemälden gehabt, bei denen kein Raum für eigene Überlegungen blieb.“
Ebenfalls im Frühjahr 1913 verließ Man Ray sein Elternhaus und zog in eine Künstlerkolonie in Ridgefield, New Jersey, wo er der belgischen Dichterin Adon Lacroix, bürgerlich Donna Lecoeur, begegnete; im Mai 1913 heirateten die beiden. Etwa 1914/15 kaufte sich Man Ray einen Fotoapparat, um seine eigenen Werke reproduzieren zu können. Am 31. März 1915 veröffentlichte er eine Ausgabe von The Ridgefield Gazook, einem von ihm selbst entworfenen anarchisch-satirischen Pamphlet, das bereits Grundzüge der späteren Dadazeitschriften aufwies, sowie A Book of Diverse Writings mit Texten von Donna und Illustrationen von ihm. Im Herbst 1915 hatte Man Ray seine erste Einzelausstellung in der New Yorker Daniel Gallery, bei der er sechs Gemälde verkaufte. Vermutlich traf er dort auf Marcel Duchamp, der in Amerika gerade durch sein Aufsehen erregendes Bild Akt, eine Treppe herabsteigend Nr. 2, das er in der Armory Show gezeigt hatte, bekannt geworden war. Es waren vor allem Duchamps revolutionäre Ideen und Theorien, die Man Ray unvermittelt, aber nachhaltig beeindruckten. Duchamp und Man Ray wurden bald gute Freunde.

#### Entwicklung des eigenen Stils

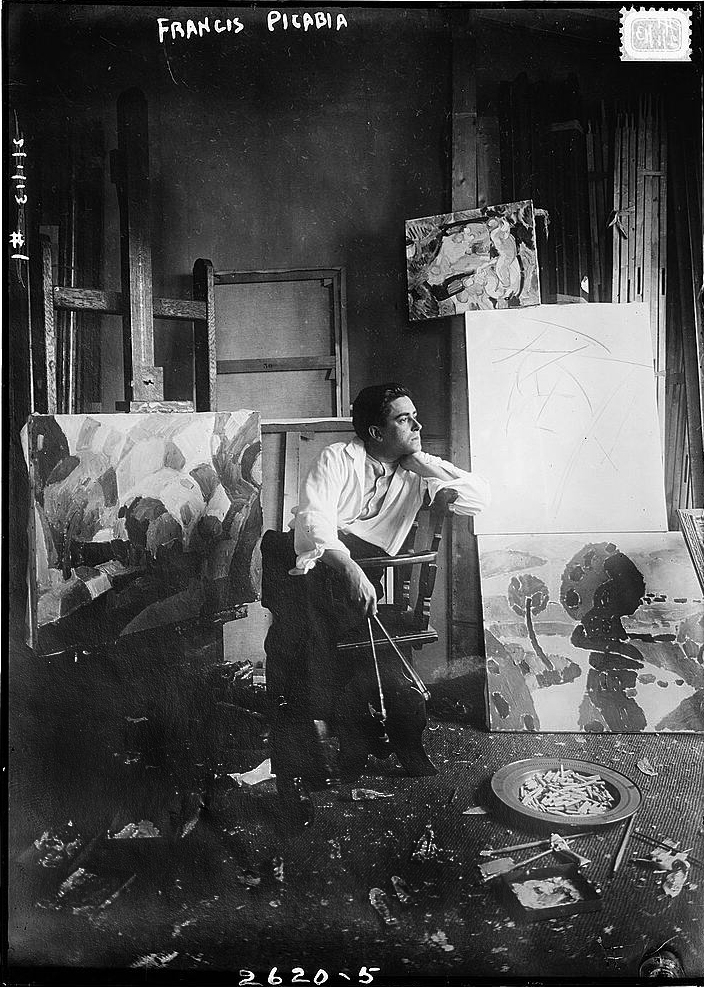
Francis Picabia, ca. 1910 – 1915

Man Ray war fasziniert von Duchamps Werk, insbesondere von dessen Darstellungen simpler, technisch „absurder“, unlogischer Maschinen mit ihren pseudomechanischen Formen, die eine scheinbare „geheimnisvolle“ Funktion vortäuschten, ebenso wie von Duchamps Manier, einfache Alltagsgegenstände als objet trouvés zu Kunstobjekten zu erklären, die er Readymades nannte. Ein weiterer wichtiger Impulsgeber war Francis Picabia mit seinem Gedankengang zur „Überhöhung der Maschine“: „Die Maschine ist zu mehr geworden als nur zu einer Beigabe des Lebens […] sie ist wirklich ein Teil des menschlichen Lebens – vielleicht sogar seine Seele.“ Vermutlich gegen Ende des Jahres 1915 begann auch Man Ray, mit solchen Objekten zu experimentieren und vollzog langsam den Schritt von der zweidimensionalen zur dreidimensionalen Kunst. Alsbald schuf Man Ray erste Assemblagen aus Fundstücken, so z. B. das Self Portrait von 1916, das aus zwei Klingeln, einem Handabdruck und einem Klingelknopf ein Gesicht bildete. Nun begann Man Ray sich auch regelmäßig an Ausstellungen zu beteiligen; so wurde der Sammler Ferdinand Howald auf den Nachwuchskünstler aufmerksam und begann ihn mehrere Jahre als Mäzen zu fördern.
Auf Marcel Duchamps Anregung hin befasste sich Man Ray sehr bald auch intensiv mit Fotografie und Film. Gemeinsam mit Duchamp, dessen Werk Man Ray in etlichen Fotografien dokumentierte, entstanden in New York zahlreiche Foto- und Filmexperimente. Um 1920 erfanden Marcel Duchamp und Man Ray das Kunstgeschöpf Rose Sélavy. Der Name war ein Wortspiel aus „Eros c’est la vie“, Eros ist das Leben. Rose Sélavy war der als Frau verkleidete Duchamp selbst, der unter diesem Namen Werke signierte, während ihn Man Ray dabei fotografierte.
Zunehmend interessierte sich der Künstler für das Unbewusste, Scheinbare und das angedeutet Mystische, welches hinter dem Dargestellten und „Nicht-Dargestellten“ verborgen schien. Im Verlauf des Jahres 1917 experimentierte er mit allen verfügbaren Materialien und Techniken und entdeckte neben dem Glasklischeedruck (Cliché verre) die Aerographie, eine frühe Airbrushtechnik, für sich, indem er Fotopapier mit Farbe, respektive mit Fotochemikalien, besprühte.
Eine frühe Aerographie nannte er Suicide (1917), eine Thematik, mit der sich Man Ray – wie viele andere Dadaisten und Surrealisten aus seinem Bekanntenkreis auch – oft beschäftigte (vgl. Jacques Rigaut). Man Ray machte sich schnell mit den Techniken in der Dunkelkammer vertraut. Geschah dies anfangs noch aus dem einfachen Beweggrund, seine Gemälde zu reproduzieren, fand er im fotografischen Vergrößerungsprozess bald eine Ähnlichkeit zur Aerographie und entdeckte die kreativen Möglichkeiten dieser „Lichtmalerei“.

#### „Rayographie“

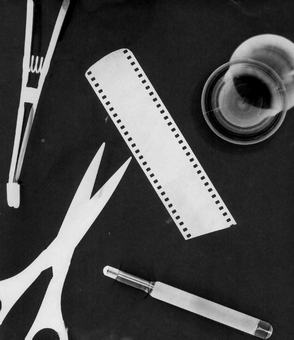
Beispiel für ein Fotogramm (Urheber: Oliver Spalt)

Einhergehend mit der Arbeit in der Dunkelkammer, experimentierte Man Ray um 1919/20 mit Fotogrammen. Wie er sagte, habe er bei der Entdeckung der Technik „vollkommen mechanisch und intuitiv“ gehandelt.
Das „Fotografieren ohne Kamera“ entsprach ganz seinem Wunsch, die Metaphysik, die er bereits in seinen Malereien und Objekten suchte, „automatisch und wie eine Maschine einfangen und reproduzieren zu können“. In einem Brief an Katherine Dreier schrieb er: „Ich versuche meine Fotografie zu automatisieren, meine Kamera so zu benutzen, wie ich eine Schreibmaschine benützen würde – mit der Zeit werde ich das erreichen.“ Dieser Gedanke geht mit der Methode des „Automatischen Schreibens“, die André Breton für den Surrealismus adaptierte, einher.
Obwohl die Idee, Gegenstände auf lichtempfindlichem Papier zu arrangieren und zu belichten, so alt ist wie die Geschichte der Fotografie selbst – bereits Fox Talbot hatte 1835 erste Fotogramme geschaffen –, belegte Man Ray das von ihm weiterentwickelte Verfahren sofort mit dem Begriff Rayographie. In der Folgezeit produzierte er etliche solcher „Rayographien“ wie am Fließband: Fast die Hälfte seines gesamten Œuvres an Rayographien beziehungsweise „Rayogrammen“ entstand in den ersten drei Jahren nach der Entdeckung „seiner Erfindung“. Bereits Anfang 1922 hatte er alle technischen Möglichkeiten der damaligen Zeit am Fotogramm ausprobiert.
Später, in Paris, veröffentlichte er Ende 1922 eine limitierte Auflage mit zwölf Rayographien unter dem Titel Les Champs délicieux (Die köstlichen Felder); das Vorwort dazu schrieb Tristan Tzara, der darin noch einmal deutlich auf den Neologismus „Rayographie“ hinwies. Die Zeitschrift Vanity Fair griff diese „neue“ Art der Fotokunst in einem ganzseitigen Beitrag auf. Von diesem Moment an sollten Man Rays fotografische Arbeiten die Runde in sämtlichen europäischen Avantgarde-Zeitschriften machen. So kam es zu zahlreichen Reproduktionen der Cliché verre – Arbeiten Man Rays aus dessen New Yorker Zeit (die Originale hatte Man Ray auf 18 × 24 cm großen Glasnegativen angefertigt).
Man Ray legte sich in seiner gesamten Künstlerlaufbahn nie auf ein bestimmtes Medium fest: „Ich fotografiere, was ich nicht malen möchte, und ich male, was ich nicht fotografieren kann“, sagte er einmal. Durch die vielfältigen Möglichkeiten der Fotografie hatte die Malerei zwar vorerst ihren künstlerischen Zweck für ihn erfüllt. Er zog damit seinem Vorbild Duchamp gleich, der bereits 1918 sein letztes Gemälde anfertigte; letztlich durchzog aber das ewige Vexierspiel aus Malerei und Fotografie Man Rays Gesamtwerk. Er selbst erklärte dazu widersprüchlich: „Vielleicht war ich nicht so sehr an der Malerei interessiert, wie an der Entwicklung von Ideen.“

#### Vom „Foto-Objekt“ zum „Objekt-Foto“
In den Jahren 1918–1921 entdeckte Man Ray, dass ihm Foto- und Objektkunst vorläufig als beste Mittel dienten, seine Ideen zu formulieren. Tatsächlich hatte Man Ray 1921 die traditionelle Malerei vorübergehend ganz aufgegeben und experimentierte ausschließlich mit den Möglichkeiten des Arrangierens und „De-Arrangierens“ von Gegenständen. Im Unterschied zu Duchamp tat er dies durch die bewusste „Zweckentfremdung“ von Gegenständen oder durch die Darstellung eines bekannten Gegenstands in einem anderen Zusammenhang. Meistens fotografierte er diese Objekte und versah sie mit Titeln, die bewusst andere Assoziationen hervorriefen; so beispielsweise die kontrastreiche Fotografie eines Schneebesens mit dem Titel Man und analog dazu Woman (beide 1918), bestehend aus zwei Reflektoren, die als Brüste gesehen werden können und einer mit sechs Wäscheklammern versehenen Glasscheibe als „Rückgrat“. Eines der bekanntesten Objekte in Anlehnung an Duchamps Ready-mades war das spätere Cadeau (1921): Ein mit Reißnägeln gespicktes Bügeleisen, das als humorvolles „Geschenk“ für den Musiker Erik Satie gedacht war, den Man Ray bei einer Ausstellung in Paris in der Buchhandlung und Galerie Librairie Six kennenlernen sollte.
Auch wenn die Ehe mit Adon Lacroix, die ihn mit französischer Literatur und Werken von Baudelaire, Rimbaud oder Apollinaire bekannt gemacht hatte, nur von kurzer Dauer war – die Ehe wurde 1919 geschieden –, befasste sich der Künstler weiterhin mit französischer Literatur. Der Einfluss wird in Man Rays Fotografie The Riddle oder The Enigma of Isidore Ducasse von 1920 besonders deutlich, die ein mit Sackleinen verschnürtes Paket zeigt, dessen Inhalt dem Betrachter jedoch verborgen bleibt. Die Lösung des Rätsels konnte nur über die Kenntnis der Schriften des französischen Autors Isidore Ducasse, der auch als Comte de Lautréamont bekannt war, erfolgen. Man Ray nahm jene berühmt gewordene Stelle aus dem 6. Gesang der „Gesänge des Maldoror“ als Ausgangspunkt, in der Lautréamont als Metapher für die Schönheit eines Jünglings „das zufällige Zusammentreffen einer Nähmaschine und eines Regenschirms auf einem Seziertisch“ beschrieben hatte. Das Interesse der Dadaisten an dem 50 Jahre zuvor verstorbenen Ducasse war durch André Breton geweckt worden, der in den Schriften frühes dadaistisch-surreales Gedankengut sah. Das Sujet des in Stoff gehüllten Gegenstandes kann indes auch als Reflexion Man Rays auf seine Kindheit in der Schneiderwerkstatt des Vaters interpretiert werden; das Objekt „an sich“ hatte Man Ray nur zum Zweck der Fotografie geschaffen.

#### „Société Anonyme Inc. & New York Dada“
Am 29. April 1920 gründete Man Ray zusammen mit Marcel Duchamp und der Künstlerin Katherine Dreier die Société Anonyme Inc. als Vereinigung zur Förderung moderner Kunst in Amerika. Im April 1921 erfolgte die Veröffentlichung von New York Dada zusammen mit Duchamp. In New York galt Man Ray mittlerweile als Hauptvertreter des wenig beachteten amerikanischen Dadaismus; wann genau er mit der europäischen Dada-Bewegung in Berührung gekommen war, ist unbekannt, vermutlich entstand um 1919/20 ein brieflicher „Dreiecks-Kontakt“ zwischen Marcel Duchamp, der allerdings nie aktiv im Dada tätig war, und Tristan Tzara, dem Wortführer und Mitbegründer der Bewegung. In einem Brief an Tzara klagte Man Ray über die Ignoranz der New Yorker Kunstszene: „… Dada kann nicht in New York leben. New York ist Dada und wird keinen Rivalen dulden […] es ist wahr: Alle Anstrengungen es publik zu machen wurden getan, aber da ist niemand der uns unterstützt.“. Man Ray konstatierte später, „es habe nie so etwas wie New York-Dada gegeben, weil die Idee des Skandals und der Provokation als eines der Prinzipien von Dada dem amerikanischen Geist völlig fremd gewesen sei.“
Man Rays Ambivalenz zu Amerika und seine Begeisterung für Frankreich sowie der drängende Wunsch, endlich der progressiven europäischen Kunstwelt anzugehören, gipfelten schließlich im Juli 1921 in dem Entschluss des Künstlers, seinen Freunden Marcel Duchamp und Francis Picabia nach Frankreich zu folgen.

### Pariser Jahre, 1921–1940

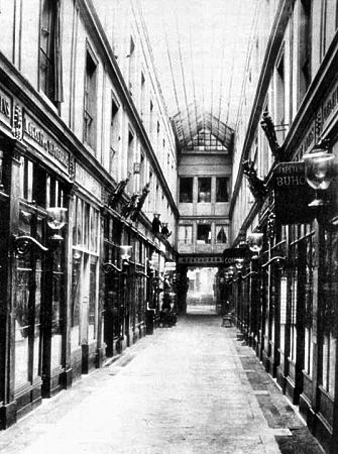
Die Passage de l’Opéra – Ein beliebter Treffpunkt der Pariser Dadaisten
Foto um 1909

Man Ray kam am 22. Juli 1921 in Frankreich an. Duchamp machte ihn in Paris im beliebten Dadaistentreff Café Certa in der Passage de l’Opéra sogleich mit André Breton, Louis Aragon, Paul Éluard und dessen Frau Gala (die spätere Muse und Ehefrau des spanischen Künstlers Salvador Dalí) und Jacques Rigaut bekannt. Die Europäer akzeptierten Man Ray, der bald fließend Französisch sprach, schnell als einen der Ihren.
Man Ray verbrachte anfangs viel Zeit damit, die Metropole Paris zu erkunden, konzentrierte sich aber schon bald auf das Zentrum der Pariser Kunstszene: Montparnasse. In den Cafés der Rive Gauche, am Boulevard du Montparnasse, traf er auf die unterschiedlichsten Künstler: Matisse, Diego Rivera, Piet Mondrian, Salvador Dalí, Max Ernst, Yves Tanguy, Joan Miró und viele andere mehr. Die meisten von ihnen fanden später als Porträts Einzug in Man Rays fotografisches Werk.
Gegen Ende des Jahres zog Man Ray in das berühmte Künstlerhotel Hôtel des Ecoles am Montparnasse. Anfang November nahm Man Ray zusammen mit Max Ernst, Hans Arp und Marcel Duchamp an einer Sammelausstellung in der Galerie des Kunsthändlers Alfred Flechtheim in Berlin teil. Man Ray, der nicht selbst nach Berlin reiste, schickte dafür ein Bild von Tristan Tzara mit einer Axt über dem Kopf und auf einer Leiter sitzend, neben ihm das übergroße Bildnis eines Frauenaktes (Porträt Tristan Tzara / Tzara und die Axt, 1921). Auf Bestreben Tzaras, der den neuen Dada-Künstler aus Amerika für „seine Bewegung“ etablieren wollte, fand noch im Dezember des Jahres in der Librairie Six die erste Ausstellung Man Rays in Paris statt.

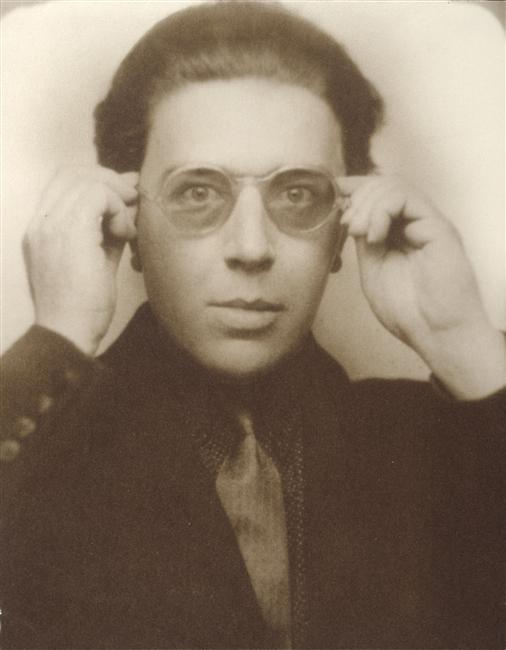
Anonym: André Breton, 1924

Um die gleiche Zeit entstand Man Rays „offizielle Photographie“ der mittlerweile untereinander zerstrittenen Dadaisten. In der von Egozentrikern durchsetzten Dada-Gruppe, die sich in exzessiven Ausschweifungen erging, fand Man Ray längst nicht die Unterstützung, die er sich erhoffte, zumal bildende Künstler in dieser von Literaten beherrschten Szene wenig Beachtung fanden. Die Dadaisten hatten Dada in ihrer Absurdität bereits lakonisch-scherzhaft für tot erklärt: „Man liest überall in den Zeitschriften, dass Dada schon lange tot ist […] es wird sich zeigen ob Dada wahrhaftig tot ist oder nur die Taktik geändert hat;“ und so wurde Man Rays erste Ausstellung mit den Dadaisten eher zu einer Farce; auch der Mangel an Verkäufen machten dem Künstler insgeheim zu schaffen. Verursacht durch eine Kontroverse, die der rebellische André Breton in Vorbereitung seiner „Surrealistischen Manifeste“ entfacht hatte, und einem damit verbundenen Disput Bretons mit Tzara, Satie, Eluard und weiteren Dadaisten kam es am 17. Februar 1922 mit einem Zensurbeschluss gegen Breton zur Spaltung zwischen Dadaisten und Surrealisten. Unter den 40 Unterzeichnern des Beschlusses befand sich auch Man Ray. Dies war das erste und letzte Mal, dass Man Ray Stellung zu einer künstlerischen Doktrin bezog.

#### Fotografie
Erfolglos in der Malerei fasste Man Ray Anfang 1922 den Entschluss, sich ernsthaft der Fotografie zu widmen. Obwohl er seit seiner Ankunft in Paris schon zahlreiche Porträts von Picabia, Tzara, Cocteau und vielen anderen Protagonisten der Pariser Kunstszene angefertigt hatte, wollte er sich nun die Porträtfotografie als Einnahmequelle sichern und gezielt Auftraggeber suchen. „Ich habe jetzt meine Aufmerksamkeit darauf gerichtet, ein Atelier zu mieten und es einzurichten, damit ich effizienter arbeiten kann. Ich wollte ja Geld machen – nicht auf Anerkennung warten, die vielleicht kommt oder sich vielleicht nie einstellt.“
Dieser Entschluss ging mit dem drängenden Wunsch einher, sich von der bisherigen belastenden Situation „im Wettkampf mit den anderen Malern“ zu befreien. Seine ersten Auftragsarbeiten kamen selbstverständlich aus der Kunstszene: Picasso, Georges Braque, Juan Gris, Henri Matisse und viele andere ließen sich im Frühjahr/Sommer 1922 von ihm ablichten. Noch immer lebte und arbeitete Man Ray in einem Hotelzimmer und so beklagte er in einem Brief an seinen Freund und Förderer Ferdinand Howald: „Ich lebe und arbeite immer noch in einem Hotelzimmer, das sehr eng und teuer ist. Aber die Ateliers hier sind unmöglich – ohne Wasser oder Licht für die Nacht, wenn man nicht einen sehr hohen Preis zahlen kann, und auch dann muss man erst eines finden.“
Im Juli 1922 fand Man Ray schließlich ein geeignetes Wohnatelier mit Küche und Bad in der Rue Campagne Première 31. Schnell wurde sein neues Studio zu einem beliebten Treffpunkt der Maler und Schriftsteller. Eine weitere wichtige Auftragsquelle wurden die angloamerikanischen Emigranten und so entstanden im Laufe der Zeit zahlreiche Porträts durchreisender Künstler, vornehmlich Schriftsteller wie James Joyce oder Hemingway, die sich u. a. in literarischen Salons, wie dem von Gertrude Stein und Alice B. Toklas, oder in Sylvia Beachs renommierter Buchhandlung Shakespeare and Company trafen. Zwar war dies die etablierte Pariser Literaturszene, jedoch hat Man Ray mit Ausnahme von Marcel Proust auf dem Totenbett, den er auf ausdrücklichen Wunsch Cocteaus fotografierte, keinen der führenden französischen Schriftsteller verewigt. Bald wurden auch die Pariser Aristokraten auf den ungewöhnlichen Amerikaner aufmerksam: Das verwackelte Porträt der exzentrischen Marquise Casati, einer früheren Geliebten des italienischen Dichters Gabriele D’Annunzio, das die Marquise mit drei Augenpaaren zeigt, wurde trotz der Bewegungsunschärfe zu einer der signifikantesten Fotografien Man Rays. Die Marquise war ob des verwackelten Fotos so begeistert, dass sie gleich Dutzende von Abzügen bestellte, die sie an ihren Bekanntenkreis verschickte.
Zu dieser Zeit entdeckte Man Ray die Aktfotografie für sich und fand in Kiki de Montparnasse, bürgerlich Alice Prin, einem beliebten Modell der Pariser Maler, seine Muse und Geliebte. Kiki, die Man Ray im Dezember 1922 in einem Café kennengelernt hatte und die bis 1926 seine Lebensgefährtin war, avancierte schnell zum Lieblingsmodell des Fotografen; in den 1920er Jahren entstanden unzählige Fotografien von ihr, darunter eine der berühmtesten von Man Ray: Das surrealistisch-humorvolle Foto Le Violon d’Ingres (1924), das den nackten Rücken einer Frau (Kiki) mit Turban zeigt, auf dem sich die beiden aufgemalten f-förmigen Öffnungen einer Geige befinden. Die Fotografie wurde zu einer der am meisten publizierten und reproduzierten Arbeiten Man Rays. Den Titel Le Violon d’Ingres (Die Violine von Ingres) als französisches Idiom für „Hobby“ oder „Steckenpferd“ wählte Man Ray mutmaßlich in doppeldeutiger Anspielung auf den Maler Jean-Auguste-Dominique Ingres, der sich bevorzugt dem Violinenspiel und der Aktmalerei gewidmet hatte. Ingres’ Gemälde La Grande Baigneuse (Das Türkische Bad) war offenkundig Vorlage für Man Rays geistreiches Fotorätsel.

#### Film
Man Ray hatte bereits in New York zusammen mit Marcel Duchamp einige experimentelle Kurzfilme gedreht; so zeigte der „anrüchigste“ Streifen eine Schamhaarrasur der exzentrischen Dadakünstlerin Baronin Elsa von Freytag-Loringhoven. Später in Paris brachte ihn Tristan Tzara sofort mit diesem Film in Verbindung und stellte Man Ray bei einem Dada-Ereignis, das sich sinnigerweise Soirée du cœur à barbe (Der Abend des Bartherzens) nannte, prahlerisch als „prominenten amerikanischen Filmemacher“ vor. An diesem Abend im Juli 1923 führte Man Ray seinen ersten 35-mm-Film in „Spielfilmlänge“ vor: den dreiminütigen schwarzweißen Stummfilm Retour à la raison (Rückkehr zum Grund), eine Auftragsarbeit von Tzara. Der Film zeigt stakkatoartig animierte Rayographien: Tanzende Nadeln, Salzkörner, eine Reißzwecke und andere Gegenstände, die Man Ray auf dem Filmstreifen verteilt und dann belichtet hatte, und schließlich Schriftfragmente, sich drehende Papierrollen und Eierkartons. Der Film endet mit dem sich drehenden Torso von Kiki de Montparnasse, auf dem sich ein Fensterkreuz als Lichterspiel abzeichnet. Der Experimentalfilm fand viel Beachtung und Man Rays Studio in der Rue Campagne Première 31 wurde bald Anlaufstelle für viele Filmenthusiasten und Rat suchende Jungfilmer. 1924 trat Man Ray selbst als „Darsteller“ auf: In den Filmen Entr’acte und Cinè-sketch von René Clair spielte er an der Seite von Duchamp, Picabia, Eric Satie und Bronia Perlmutter, Clairs späterer Frau.
1926 kam endlich ein finanzieller Erfolg für Man Ray: Der amerikanische Börsenspekulant Arthur S. Wheeler und dessen Frau Rose traten mit der Absicht, ins Filmgeschäft einzusteigen, an den Künstler heran. Die Wheelers wollten Man Rays Filmprojekte „ohne Auflagen“ fördern, nur sollte ein Film innerhalb eines Jahres fertiggestellt sein. Arthur Wheeler sicherte Man Ray eine Summe von 10.000 Dollar zu. Kurzum übergab Man Ray alle kommerziellen Aufträge an seine neue Assistentin Berenice Abbott und konzentrierte sich ob der neugewonnenen künstlerischen Freiheit völlig auf das neue Filmprojekt. Im Mai 1926 begann Man Ray mit den Dreharbeiten in Biarritz.
Im Herbst kam schließlich der fast zwanzigminütige mit Jazzmusik von Django Reinhardt unterlegte Film Emak Bakia in Paris zur Aufführung; die Premiere in New York fand im darauf folgenden Frühjahr statt. Man Ray skizzierte sein Werk als „Pause für Reflexionen über den gegenwärtigen Zustand des Kinos.“ Emak Bakia basierte ohne bestimmte Handlung auf Improvisationen, die mit Rhythmik, Geschwindigkeit und Licht spielen und somit auf das Medium Film an sich reflektieren. Der Film sollte ein cinepoeme, eine „visuelle Poesie“ sein, wie Man Ray auch im Untertitel betonte.
Der Film wurde ambivalent aufgenommen. Man Ray, der zumeist alles genau einplante, hatte für mögliche Kritiker bereits eine passende Erklärung: „Man kann sich auch mit der Übersetzung des Titels ‚Emak Bakia‘ befassen: Das ist ein hübscher alter baskischer Ausdruck und bedeutet: Gib uns eine Pause.“ Die Kritiker gewährten Man Ray diese Pause und ignorierten den Film. Das Medium Film galt zu der Zeit nicht als Kunst und so blieb Emak Bakia außerhalb der New Yorker Avantgarde unbekannt.
Etwa einen Monat nach seinem enttäuschenden New Yorker Filmdebüt kehrte Man Ray nach Paris zurück. Mit seinem Assistenten Jacques-André Boiffard produzierte er noch zwei weitere surreale Filme ähnlicher Art: L’Étoile de mer (1928) und Le Mystère du château de dés (1929). Mit Einführung des Tonfilms und des Aufsehen erregenden Erfolges von Buñuels und Salvador Dalís L’Age d’Or (Das goldene Zeitalter) verlor Man Ray jedoch weitgehend das Interesse an dem Medium. 1932 verkaufte er seine Filmkamera. Während seiner „Exilzeit“ in Hollywood Anfang der 1940er sollte er sich noch ein letztes Mal kurz dem Film zuwenden.
Anfang der 1930er Jahre widmete sich Man Ray fast ausschließlich der Fotokunst, nachdem er der Malerei wieder einmal eine klare Absage erteilt hatte: „Malerei ist tot, vorbei […] ich male nur noch manchmal um mich gänzlich von der Nichtigkeit der Malerei zu überzeugen.“. Die Rayographie – er verwandte den Begriff mittlerweile für sein gesamtes fotografisches Œuvre – kam für Man Ray mittlerweile der Malerei gleich. Vergleichsweise ähnlich arbeiteten zu der Zeit nur Raoul Hausmann, El Lissitzky, Moholy-Nagy und Christian Schad.

#### Modefotografie, Solarisation, Farbe
Neben progressiven Publikationen wie VU oder Life, die sich vornehmlich der künstlerischen Fotografie widmeten und große Bildstrecken veröffentlichten, wurden bald auch Modezeitschriften wie Vogue oder Harper’s Bazaar auf den erfindungsreichen Fotokünstler aufmerksam. Bereits 1922 hatte Man Ray Modefotografien für den Modeschöpfer Paul Poiret angefertigt. Ab 1930 machte er schließlich regelmäßig Modeaufnahmen für Vogue und Harper’s. Bekannte Aufnahmen aus der Zeit zeigen beispielsweise die Modeschöpferinnen Coco Chanel oder Elsa Schiaparelli (ca. 1934/35). Im Zuge der „realen“ Modefotografie verließ Man Ray dabei den rein abstrakten Fotogramm-Stil und konzentrierte sich auf surreal-traumhafte Arrangements, die er mit experimentellen Techniken mischte: so arbeitete er in der Zeit oft mit Spiegelungen und Doppelbelichtungen. Eine bekannte Serie war das Portfolio electricité (1931) als edle Werbepublikation für die Pariser Elektrizitätswerke CPDE. Die Mappe entstand in Zusammenarbeit mit Lee Miller, einer jungen, gut aussehenden ambitionierten und ehrgeizigen Amerikanerin, die fest entschlossen war, Man Rays Schülerin zu werden. Miller war im Februar 1929 auf ein Empfehlungsschreiben von Edward Steichen nach Paris gekommen und arbeitete bald mit Man Ray vor und hinter der Kamera zusammen. Mit ihr perfektionierte Man Ray seine bis dato streng geheim gehaltene Technik der Solarisation und Pseudo-Solarisation (Sabattier-Effekt) und erreichte durch die scharfe kontrastreiche Trennung des Effektes völlig neue Möglichkeiten in der Bildsprache. Lee Miller überzeugte auch als Modell vor der Kamera: Die eleganten Akte und Modefotos mit der schönen, unterkühlt wirkenden Blondine glichen durch die neue akzentuierende, aber nicht völlig abstrahierende Solarisationstechnik anatomischen Studien. Zu dieser Zeit experimentierte Man Ray auch mit der Farbfotografie, dabei entdeckte er eines der ersten Verfahren, um druckfähige Papierabzüge von Farbnegativen herzustellen. 1933/34 veröffentlichte das surrealistische Künstlermagazin Minotaure ein Farbbild Man Rays, zwei Jahre bevor der erste Kodachrome-Film auf den Markt kam. In Minotaure hatte Man Ray zuvor Les Larmes als schwarzweiße Bildstrecke veröffentlicht.

#### Lee Miller
Die Zusammenarbeit mit Lee Miller hatte eine irritierende Wirkung auf Man Ray. Im Gegensatz zu seinen früheren Modellen und Geliebten, wie der unbefangenen Kiki, war Miller sexuell unabhängig, intelligent und sehr kreativ. Aus der Faszination für Lee entwickelte sich bald eine merkwürdig obsessiv-destruktive Liebesbeziehung, die sich auch in Man Rays Werk niederschlug. Seine Sujets drehten sich zunehmend um sadomasochistische Phantasien, bekamen sexualfetischistischen Charakter und spielten mit dem Gedanken der weiblichen Unterwerfung, angedeutet bereits in seinem berühmten Object of Destruction (1932), einem Metronom, das in seiner bekanntesten Version mit einer Fotografie von Lee Millers Auge versehen war und im Original in Stücke geschlagen wurde, bis hin zu seinem bekanntesten Ölbild A l’heure de l’observatoire – Les Amoureux (Die Sternwartenstunde – Die Liebenden, 1932–1934), das mutmaßlich Lees Lippen zeigt, aber die Assoziation mit einer überdimensionalen Vagina weckt, die über einer Landschaft schwebt. Der Künstler zerstört „sein“ Modell, reduziert oder idealisiert es, wie schon in früheren Arbeiten, zum Objekt seiner Begierde. Man Ray war zunehmend fasziniert von den Schriften des Marquis de Sade; einige seiner Arbeiten weisen direkt auf de Sades Gedankengut hin, so z. B. ein Porträt von Lee Miller mit einem Drahtkäfig über dem Kopf, ein Frauenkopf unter einer Glasglocke oder Fotografien mit gefesselten, entpersonalisierten Frauenkörpern. Letztlich scheiterte die künstlerische wie private Beziehung zwischen Man Ray und Lee Miller, 1932 kehrte Miller nach New York zurück. Sie wurde später eine berühmte Kriegsfotografin.

#### Ende der Pariser Jahre

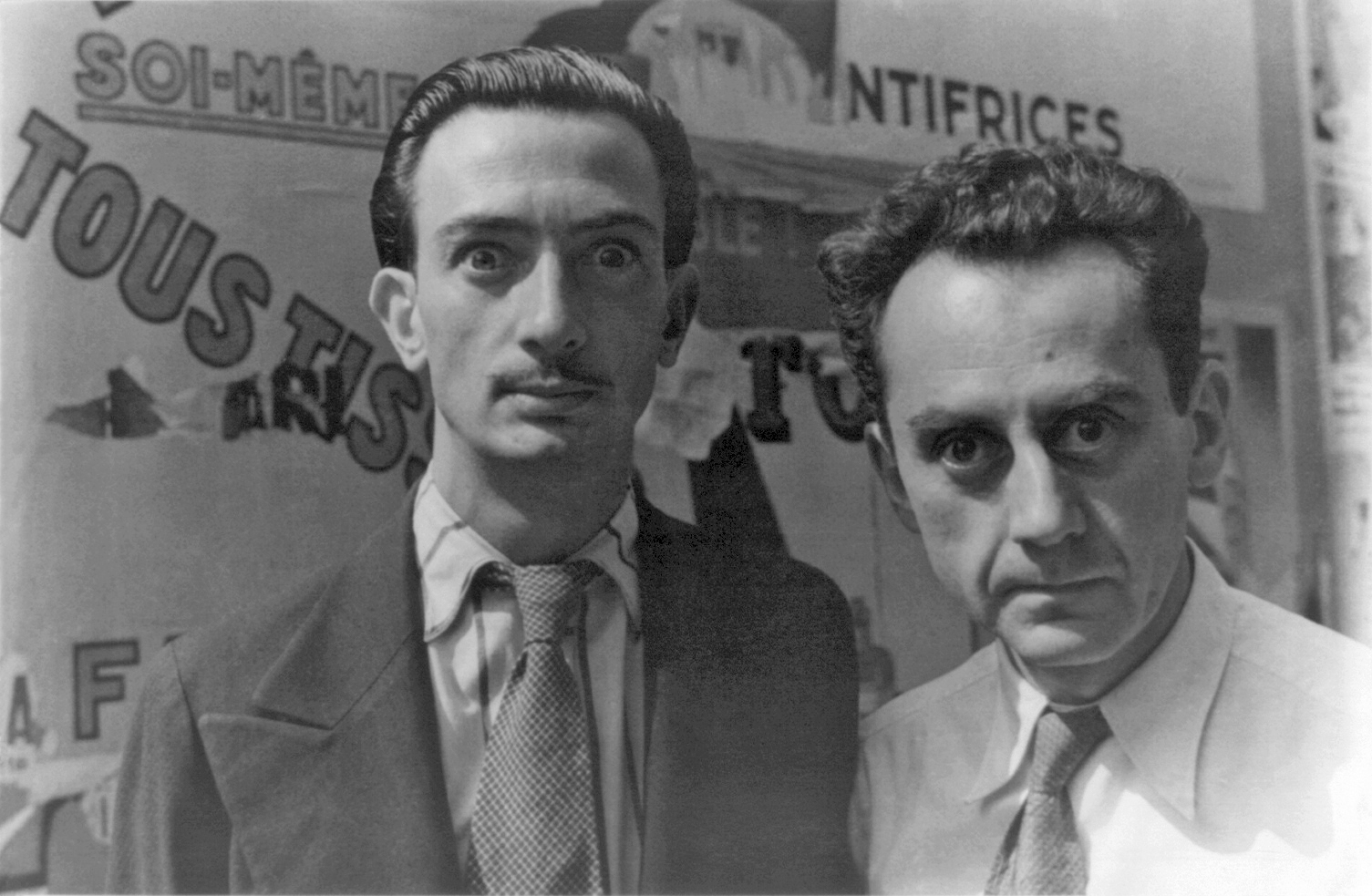
Salvador Dalí und Man Ray, 16. Juni 1934 in Paris
Fotograf: Carl Van Vechten

Mit dem Weggang Lee Millers vollzog sich ein kreativer Einbruch in Man Rays Schaffen. In den Folgejahren bis zu seiner Flucht nach Amerika 1940 machte er eher durch Ausstellungen, die sein internationales Renommee als Künstler festigten, als durch stilistische Innovationen auf sich aufmerksam. Seine kommerziellen Modefotografien waren zwar perfekt und routiniert in Szene gesetzt, dennoch lieferten sie keine wirklichen neuen kreativen Impulse. Neben dem aufkommenden modernen Fotojournalismus mit seinen „neuen“ innovativen Fotografen wie Henri Cartier-Bresson, Chim und Robert Capa in ihrer politischen Emotionalität wirkten Man Rays kühle Studioproduktionen mittlerweile „statisch“ und überkommen.
Bald verdrängten lebendige Straßenreportagen, wie die des sehr viel jüngeren Robert Doisneau oder die eines Brassaï, der anfangs ebenso surrealistische Ansätze verfolgt hatte, Man Rays Kunstfotografie aus den Magazinen. Der Surrealist Louis Aragon zog auf einem Pariser Kultursymposium 1936 einen direkten Vergleich zwischen dem „Schnappschußfotografen“ Henri Cartier-Bressons und dem Studiofotografen Man Ray: „… er (Man Ray) verkörpert das Klassische in der Fotografie […] eine Atelierkunst mit allem was dieser Begriff bedeutet: vor allem der statische Charakter der Fotografie […] im Unterschied dazu die Fotografien meines Freundes Cartier, die im Gegensatz zu der friedlichen Nachkriegszeit steht und wirklich durch ihren beschleunigten Rhythmus zu dieser Zeit der Kriege und Revolutionen gehört.“
Man Ray beobachtete diese Entwicklung ebenso wie Aragon, schloss sich aber dem „neuen“ Trend der schnelllebigen realistischen Fotografie letztlich nicht an; vielmehr zog er sich noch mehr in seine eigene Traumwelt zurück. Zeitweise gab er die Fotografie – mit Ausnahme einiger kommerzieller Modefotos – sogar völlig auf und wandte sich wieder der Malerei zu. Er fühlte sich in der Entscheidung bestätigt, als A l’heure de l’observatoire – Les Amoureux bei einer großen Retrospektive surrealistischer Kunst im New Yorker Museum of Modern Art großen Anklang fand. Das Gemälde war Man Ray so wichtig, dass er es immer wieder in zahlreichen Fotografien einbrachte: Modefotos, Selbstporträts und Aktaufnahmen.
Der Bildhauer Alberto Giacometti machte Man Ray um 1934 mit der jungen Künstlerin Meret Oppenheim bekannt. Oppenheim stand ihm Modell in der Fotoserie Érotique voilée (1934). Die berühmteste Aufnahme zeigt Oppenheim nackt, mit von Druckerschwärze beschmierter Hand vor einer Kupferstichpresse. Ungefähr zu dieser Zeit entstanden auch zwei weitere wichtige Arbeiten: Die Bücher Facile (1935) und La Photographie n’est pas l’art (1937). Facile entstand mit Man Rays altem Freund Paul Éluard und dessen zweiter Frau Nusch. Das Buch bestach durch feinste, teils solarisierte teils invertierte oder doppelbelichtete Aktfotografien von Nusch Eluard und ein neuartiges Layout, welches, ausgewogen zwischen Text und Bild, viel meditative Weißfläche ließ, um das Gefühl von Unendlichkeit zu evozieren. Neben Nusch Eluard ist nur ein Paar Handschuhe abgebildet. Das andere Werk La Photographie n’est pas l’art war eher eine Mappe, die in der Zusammenarbeit mit Breton entstand. Es sollte eine fotografische Antithese zu Man Rays Fotografien der 1920er Jahre werden: Zeichneten sich diese durch die Abbildung „schöner“ Dinge aus, so lieferte La Photographie n’est pas l’art mit harten, teilweise abstoßenden und verstörenden Sujets eine sarkastische Antwort auf die durch Krieg und Zerfall bedrohte Gesellschaft der ausgehenden 1930er Jahre.
Die fatalen Auswirkungen des Nationalsozialismus zeigten sich bald in Paris. Spätestens ab 1938 hatte sich die Situation in der einstmals gastfreundlichen Metropole drastisch verändert; die Diskriminierung und Verfolgung der jüdischen Bevölkerung eskalierte in Gewalttaten gegenüber allem „Ausländischen“. Für Man Ray, den Einwanderer mit jüdischen Vorfahren, war dies nicht mehr der Ort, an dem er noch vor fast zwanzig Jahren so freundlich empfangen wurde. Das Ende seiner Pariser Zeit war gekommen. Den letzten großen Auftritt, bevor er nach Amerika ging, hatte er 1938 bei der Exposition Internationale du Surréalisme in Georges Wildensteins Galerie Beaux-Arts in Paris, die für ihn den ganz persönlichen Höhepunkt des Surrealismus markierte. Von nun an wurde Man Rays Bildsprache zunehmend düsterer und pessimistischer. Ein wichtiges malerisches Resümee auf seine „schönen Pariser Zeiten“ sollte das Gemälde Le Beau Temps werden, das 1939 kurz vor Beginn des Zweiten Weltkrieges und seiner Abreise nach Amerika entstand. Es ist sowohl autobiografische Bilanz wie künstlerische Situationsbeschreibung. Das Bild hat einen ähnlichen Aufbau wie viele Werke der Pittura metafisica:

„Eine Harlekinade zweier hervorstechend farbiger, geometrischer Figuren vor einer von zerstörtem Mauerwerk abgegrenzten alptraumhaft düsteren Landschaft. Die linke offenbar männliche Figur, deren Kopf eine Laterne bildet, steht vor spitzen forkenartigen Spalieren; neben dem Harlekin liegen ein aufgeschlagenes Buch mit geometrischen Studien, sowie zwei gemusterte Steine. Der Harlekin dreht an dem Türknauf einer offenbar unbeweglichen Tür, die eher einem Paravent ähnelt, während aus dem Schlüsselloch eine Blutspur zu Boden rinnt. Auf den vier Feldern der Paraventtür sind zarte Akte in verschiedenen Stellungen angedeutet. Hinter der Tür lugt ein überdimensionaler Stecknadelkopf hervor. Auf der rechten Seite der Tür steht eine weibliche Figur mit einem bunten Rock, der einem bunten Zirkuszelt ähnelt; die Figur besitzt einen mechanischen Körper, der an eine Garnspule mit Propeller erinnert; im Hintergrund zitiert Man Ray sein zuvor entstandenes Gemälde La Fortune (1938): drei Kugeln, die einer gewellten Schlangenlinie folgend wie auf einem Karambolage-Tisch oder einer Boule-Bahn liegen, die schließlich an einem erleuchteten Gebäude endet, das vermutlich Man Rays ehemaliges Landhaus sein soll; in dem Haus sind eine Staffelei und der Schattenriss eines Liebespaar zu erkennen, während auf dem Dach des Hauses ein Minotaurus dargestellt ist, der ein Reptil beim Liebesakt verschlingt.“

Das Bild ist nicht nur eine Bilanz seines bisherigen Œuvres, sondern es weist auch zugleich etliche autobiografische Elemente auf; der Minotaurus ist beispielsweise ein stilistischer Fingerzeig auf Picasso, mit dem Man Ray befreundet war und den er zeitlebens bewunderte. Mit Picasso, Dora Maar, den Eluards, sowie Lee Miller und Roland Penrose hatte Man Ray zusammen mit seiner damaligen Geliebten Adrienne viele glückliche Stunden im Süden Frankreichs verbracht. Die Tür schließlich ist eine Anspielung auf André Breton, der Auseinandersetzung mit dem Surrealismus und dessen Verklausulierung einer „Tür zur Realität“. Für Man Ray schien sie den schmerzhaften Eintritt in eine neue Realität zu bedeuten oder ein Symbol für „Die Tür hinter sich schließen“.
Sehr bald nach Fertigstellung des Werkes sollte eine Odyssee quer durch Europa beginnen. Nach einer fehlgeschlagenen Flucht aus Paris per Flugzeug gelangte er schließlich per Zug über Spanien nach Portugal. Am 8. August 1940 schiffte er sich in Lissabon an Bord der Excambion nach New York ein.

### Im Exil in Amerika, 1940–1951
Im Spätsommer 1940 kam Man Ray im Hafen von New York an. Obwohl noch amerikanischer Staatsbürger, war er in seinem Geburtsland ein Fremder. Er ließ nicht nur seine Freunde und seinen Status als Künstler in Paris zurück, sondern auch seine wichtigsten Werke der letzten zwanzig Jahre: Fotografien, Negative, Objekte und zahlreiche Gemälde, einschließlich seines Meisterwerkes A l’heure de l’observatoire – Les Amoureux. Die meisten Arbeiten hatte er wohl bei Freunden versteckt, dennoch sind zahlreiche Arbeiten im Krieg zerstört worden oder verschollen. Bei seiner Ankunft wurde Man Ray von einer tiefen Depression erfasst. Überdies erregte sein Reisegefährte und Freund, der exaltierte Salvador Dalí, sofort die Aufmerksamkeit der Fotoreporter, während er in Bedeutungslosigkeit versank. Dalí hatte es die ganzen Jahre zuvor verstanden, seinen Namen und seine Kunst auch in Übersee publik zu machen, wohingegen sich Man Ray fast ausschließlich in Europa aufgehalten hatte; so war es nicht verwunderlich, dass die Amerikaner so gut wie nichts über ihn wussten. Bei einer Ausstellungsbeteiligung im Museum of Modern Art im Dezember 1940 wurden lediglich drei alte Fotoarbeiten aus den 1920er Jahren von ihm gezeigt, die neben einer Vielzahl neuerer Arbeiten der „Daheimgebliebenen“ Edward Weston und Alfred Stieglitz wenig Beachtung fanden. Ungeachtet des fehlenden künstlerischen Ruhms fand Man Ray zwar schnell Aufträge als kommerzieller Fotograf, der Kampf indes, als Künstler jemals wieder Anerkennung zu finden, sollte Man Ray für den Rest seines Lebens beschäftigen.
Ohne Förderer oder respektable Galerie sah die Situation für ihn als Künstler in New York schlecht aus und so hielt ihn dort nichts. Hatte der frankophile Man Ray zunächst New Orleans in Erwägung gezogen, folgte er wohl dem allgemeinen Ruf, dem damals viele Europäer folgten, nach Hollywood zu gehen. Während des Krieges unterstützte Los Angeles, vor allem die ansässigen Filmstudios, mehr als jede andere US-amerikanische Stadt die Kunstszene. Bereits im November 1940 traf Man Ray in Hollywood ein. Da dort bereits einstige Kollegen von ihm wie Luis Buñuel und Fritz Lang erfolgreich arbeiteten, hoffte auch er wieder im Filmgeschäft Fuß zu fassen; doch dies sollte sich als Irrtum erweisen: An „Kunst“ in Man Rays Sinne waren die kommerziell orientierten Studiobosse nicht interessiert. Seine Karriere beim Film sah er damit bald beendet. Enttäuscht rekapitulierte Man Ray später in seiner Autobiografie, dass er „… die Kamera in dem Wissen beiseite legte, dass sein Ansatz beim Filmen ein vollkommen anderer war als das, was die Industrie und die Öffentlichkeit von ihm erwartete“. Dennoch blieb er elf Jahre in Hollywood und arbeitete als inoffizieller Berater bei Filmprojekten mit oder steuerte Objekte oder Gemälde als Requisiten bei. Sein einziger erwähnenswerter Beitrag blieb Ruth, Roses and Revolvers (1945), eine Drehbuch-Episode für den zwei Jahre später fertiggestellten Film Dreams That Money Can’t Buy von Hans Richter, an dem auch Alexander Calder, Marcel Duchamp, Max Ernst und Fernand Léger mitwirkten. Man Ray widmete sich in diesen Jahren wieder verstärkt der Malerei, nur gelegentlich griff er noch zum Fotoapparat und wenn, dann war seine zweite Frau Juliet das Hauptmotiv. Juliet Browner, die Man Ray 1940 in Hollywood kennengelernt hatte, war jung und lebendig und inspirierte ihn stets zu neuen Ideen. Von Juliet entstanden zahlreiche Porträtserien, die er sein Leben lang ergänzte. Einen ähnlich starken Einfluss auf den Künstler hatten zuvor nur seine erste Frau Adon Lacroix, Kiki de Montparnasse und Lee Miller.
Mitte der 1940er Jahre begann Man Ray vereinzelt Vorlesungen über Dadaismus und Surrealismus zu halten. In der Zeit entstanden zahlreiche Objekte, die Man Ray Objects Of My Affection nannte. Zehn dieser Objekte stellte er 1946 bei der Ausstellung Pioneers of Modern Art in America im New Yorker Whitney-Museum aus. Die neuen Arbeiten zeugten von Humor und einer gewissen Selbstironie, so bezeichnete Man Ray das Object Silent Harp (1944), das aus einem Geigenhals bestand, als „Violon d’Ingres eines frustrierten Musikers. Er kann Farbe so selbstverständlich hören, wie er Töne sehen kann.“. Am 24. Oktober 1946 heirateten er und Juliet Browner in einer Doppelhochzeit zusammen mit Max Ernst und Dorothea Tanning in Beverly Hills. Um 1947 erhielt Man Ray die frohe Botschaft aus Paris, dass sein Haus in Saint-Germain-en-Laye und zahlreiche seiner Arbeiten vom Krieg verschont worden waren. Zusammen mit Juliet machte er sich im Sommer auf den Weg nach Paris, um den Fundus zu sichten. Bis auf das Gemälde Le Beau Temps verschiffte Man Ray alle Arbeiten nach Hollywood. Im Herbst desselben Jahres kehrte er nach Amerika zurück. 1948 kombinierte er die aus Paris überführten Arbeiten mit dem neuen abstrakt-geometrischen Gemäldezyklus Equations for Shakespeare für eine Ausstellung unter dem Titel Paintings Repatriated from Paris in der William Copley Gallery in Los Angeles. Genau genommen waren die Equations for Shakespeare eine Neuaufnahme einer bereits vor zehn Jahren in Paris begonnenen Serie. Für die Ausstellung in der Copley Gallery entstand der aufwendige Katalog To Be Continued Unnoticed der als ungebundene Mappe nebst Ausstellungsverzeichnis auch zahlreiche Reproduktionen von Werkzeichnungen, Objekten und Fotoarbeiten sowie Ausstellungskritiken früherer Jahre im charakteristischen Nonsens-Stil der damaligen Dada-Zeitschriften in einem konzeptionellen Kontext zusammenfasste. Die Ausstellungseröffnung am 13. Dezember 1948 war ein großes Ereignis und erinnerte noch einmal an die „guten“ Pariser Jahre. Zahlreiche internationale bildende Künstler, Schriftsteller und Filmemacher zählten zu den Gästen des Café Man Ray, wie die Vernissage in Anspielung auf die Pariser Kaffeehäuser genannt wurde. Man Rays Ausstellung war zugleich Höhepunkt und Abschluss seines Schaffens in Los Angeles. Ungeachtet des respektablen Erfolgs an der Westküste empfand Man Ray die Resonanz des Publikums in den USA als zu gering und so lag es nahe, dass er 1951 wieder nach Paris zurückkehrte.

### Rückkehr nach Paris, 1951–1976

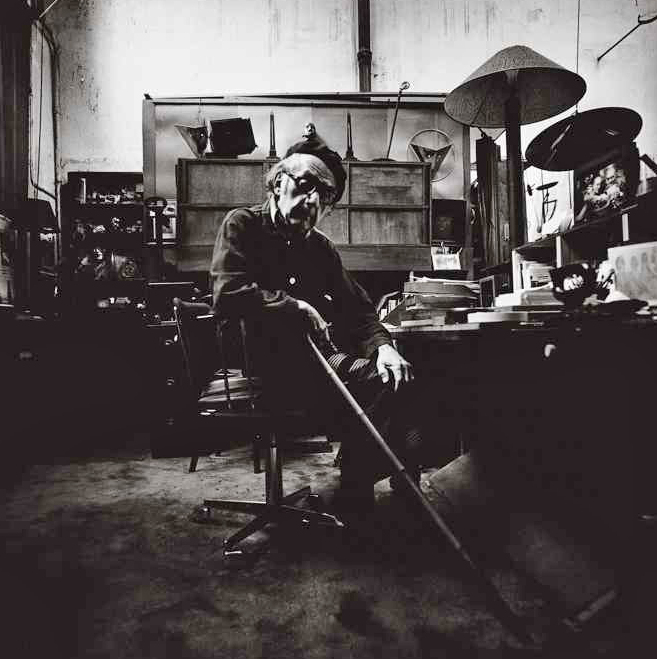
Man Ray porträtiert von Lothar Wolleh, Paris 1975

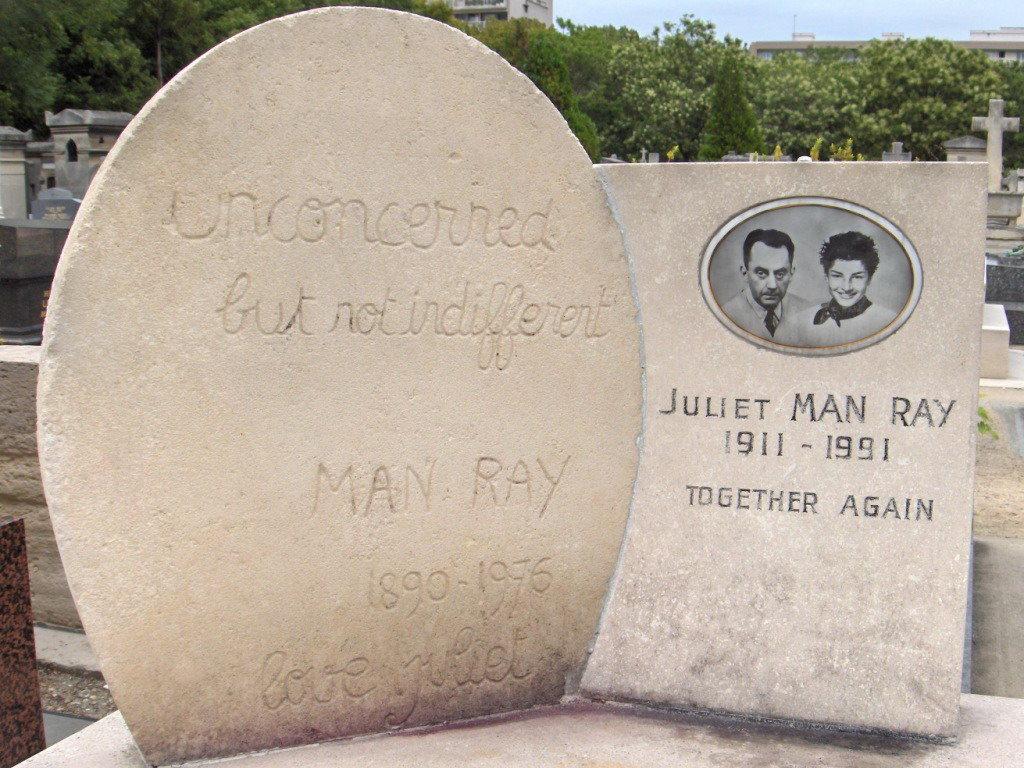
Das Grab von Man Ray und Juliet Man Ray auf dem Cimetière du Montparnasse

Im Mai 1951 bezog Man Ray mit seiner Frau Juliet eine Pariser Studiowohnung in der Rue Férou, die er bis zu seinem Lebensende bewohnte. In den Folgejahren wurde es trotz intensiver Ausstellungsbeteiligungen in Europa und Übersee ruhiger um den Künstler, der sich nun bevorzugt der abstrakten Variationen respektive der Reproduktion früherer Arbeiten (unter anderem Cadeau, Reproduktion 1974) widmete und gelegentlich mit der Farbfotografie experimentierte. Auch die Porträtfotografie verfolgte er weiterhin; so entstanden in den 1950er/1960er Jahren u. a. Fotografien von Juliette Gréco, Catherine Deneuve und anderen Künstlerkollegen. Zu dieser Zeit entstanden auch Arbeiten in Acryl, wie die so genannten Natural Paintings zwischen 1957 und 1965, in denen er mit zufälligen Anordnungen pastoser Acrylaufstriche experimentierte (Decembre ou le clown, Othello II, 1963). 1958 nahm er an der Ausstellung Dada, Dokumente einer Bewegung im Kunstverein Düsseldorf und an einer Dada-Ausstellung im Stedelijk Museum in Amsterdam teil. Im Folgejahr 1959 arbeitete er als kinematografischer Berater an der kurzen filmischen Dokumentation Paris la belle von Pierre Prévert mit. 1960 war er auf der Photokina in Köln vertreten; auf der Biennale von Venedig erhielt er 1961 die Goldmedaille für Fotografie. 1963 legte Man Ray in London seine Autobiografie Self-Portrait vor. Zum fünfzigsten Jubiläum des Dadaismus 1966 nahm Man Ray an einer großen Dada-Retrospektive teil, die in Paris im Musée National d’Art Moderne, im Kunsthaus Zürich und im Civico Museo d’Arte Contemporanea in Mailand gezeigt wurde. 1966 erhielt Man Ray seine erste große Retrospektive im Los Angeles County Museum of Art. Anlässlich seines 85. Geburtstages fand 1974 eine von Roland Penrose und Mario Amaya organisierte Einzelausstellung mit 224 Werken unter dem Motto Man Ray Inventor-Painter-Poet im New York Cultural Center statt, die anschließend 1975 im Institute of Contemporary Arts in London, der Alexander Iolas Gallery in Athen und schließlich im Palazzo delle Esposizioni in Rom gezeigt wurde. Man Ray starb am 18. November 1976 in Paris. Er wurde auf dem Cimetière du Montparnasse (7. Division) beigesetzt. Die Inschrift seines Grabsteins lautet: “unconcerned, but not indifferent” (unbekümmert, aber nicht gleichgültig).
Im Jahr 1984 widmete der Kunstverein Ingolstadt Man Ray eine Ausstellung.
Seine Frau Juliet Browner Man Ray kümmerte sich bis zu ihrem Tod 1991 um den Nachlass von Man Ray und spendete zahlreiche seiner Arbeiten an Museen. Sie gründete die Stiftung „Man Ray Trust“. Die Stiftung besitzt eine große Sammlung von Originalarbeiten und hält die Urheberrechte des Künstlers. Juliet wurde neben Man Ray beigesetzt.

## Werke

### Fotografien
- Man – Woman 1918.
- Dust Raising. 1920.
- The Enigma of Isidore Ducasse (The Riddle). 1920.
- Larmes (Glass Tears). Versch. Versionen, 1920–1933.
- KEEP SMILING – dadaphoto. 1921.
- Marquise Casati. 1922.
- Kiki im Café. Etwa 1923.
- Le Violon d’Ingres. 1924.
- Noire et blanche. 1926.
- Mr and Mrs Woodman. 1927–1945.
- La Prière. 1930.
- L’œuf et le coquillage. 1931.
- Nature Morte. Silbergelatineabzug, 1933; ex: Ambroise Vollard
- Érotique voilée. 1934.
- Dora Maar. 1936.
- Space Writings. 1937.[37]
- Selfportrait. 1963.
- La Télévision. 1975.

Ferner:
- Diverse Porträtfotografien (-serien) berühmter Personen aus Kunst und Kultur, die größtenteils in den 1920er Jahren entstanden sind
- Zahlreiche, teilweise unbetitelte Fotoserien, die das Bild A l’heure de l’observatoire – Les Amoureux im Hintergrund zeigen

### Malerei
- Ramapo Hills. 1914/1915.
- Arrangement of Forms, No. 1. 1915.
- The Revolving Doors. 1916/1917, zehn Serigrafien.
- La Volière (Aviary). 1919.
- Une nuit à Saint-Jean-de-Luz. 1929.
- A l’heure de l’observatoire – Les Amoureux. 1932–1934.
- La Fortune. 1938.
- Le Rebus. 1938.
- Imaginary Portrait of D.A.F. de Sade. 1938.
- Le Beau Temps. 1939.
- Juliet. 1943.

### Objekte
- Lampshade. 1919.
- Obstruction. 1920.
- Schachspiel (Chessboard). 1920 (Neufassung 1945).
- The Object to be Destroyed. 1921 (Object of Destruction, 1932, Lost Object 1945; Indestructible Object, 1958; Last Object, 1966; Perpetual Motif, 1972).
- Catherine Barometer. 1920.
- Cadeau. 1921, Bügeleisen mit Reißnägeln (Neufassung 1971).
- Table for Two. 1944, Holztisch.
- Silent Harp. 1944, Geigenhals, Spiegel und Gitter mit Pferdehaaren.
- Optical Hopes and Illusions. 1945, hölzerner Banjorahmen mit Ball und Spiegel.

Viele Objekte Man Rays entstanden einzig zu dem Zweck, fotografiert zu werden und wurden anschließend zerstört

### Filmografie
- 1923: Le retour à la raison
- 1923: Rue Campagne-Première
- 1924: À quoi rêvent les jeunes films
- 1927: Emak Bakia
- 1928: L’Étoile de mer
- 1929: Corrida
- 1929: Les mystères du château de Dé
- 1930: Autoportrait ou Ce qui manque à nous tous
- 1933: Poison
- 1935: Essai de simulation de délire cinématographique
- 1935: L’atelier du Val de Grâce
- 1937: Course landaise
- 1937: La Garoupe
- 1938: Ady
- 1938: Dance
- 1940: Juliet

### Schriften (Auswahl)
- Alphabet for Adults. Copley Gallery, Beverly Hills 1948.
- Analphabet. Nadada Editions, New York 1974.
- Les Champs délicieux. Société Generale d’Imprimerie, 1922.
- New York Dada. Eigenverlag mit Marcel Duchamp, New York 1921.
- A Note on the Shakespearean Equations. Copley Gallery, Beverly Hills 1948.
- La Photographie n’est pas l’art. GLM, Paris 1937.
- Man Ray, Selbstportrait. Eine illustrierte Autobiographie. Neuauflage, Schirmer/Mosel, München 1998, ISBN 978-3-88814-149-2.

## Rezeption
« J'ai toujours envié ceux pour qui une oeuvre est un mystère. »

„Ich habe immer jene beneidet, für die ein Werk ein Geheimnis ist.“

Man Ray blieb vielen Menschen rätselhaft, schwer zugänglich und fand erst spät Beachtung. Allein der Umfang seines vielschichtigen Gesamtwerks erschwert eine formale Erschließung und somit die Kategorisierung in bestimmte Stile. Er vereinigte nahezu sämtliche Richtungen der modernen Kunst des beginnenden 20. Jahrhunderts, weshalb er oft verallgemeinernd als „Modernist“ oder „Erneuerer des Modernismus“ bezeichnet wurde. Man Ray war neben Marcel Duchamp und Francis Picabia zwar die treibende Kraft des New York Dada, stand aber schon dort deutlich an der Schwelle zum Surrealismus. André Breton bezeichnete Man Ray als einen „Prä-Surrealisten“, weil viele seiner Werke richtungsweisend für die spätere Bewegung waren. Obwohl Man Ray zeitlebens viele Schriftstücke mit kunsttheoretischen Ansätzen und Betrachtungen verfasste, war er selbst nie wirklich an einer Manifestation respektive am dogmatischen Überbau einer bestimmten Kunstrichtung interessiert oder beteiligt. Mit dieser teilweise aus der Not geborenen „Außenseiterposition“ und dem drängenden Wunsch, sich ständig neu zu erfinden, folgte er wahrscheinlich seinem Freund und Mentor Duchamp.
Der französische Museumsdirektor und Ausstellungsmacher Jean-Hubert Martin skizzierte Man Ray als „einen unermüdlichen Wanderer im grenzenlosen Reich der Kreativität. […] In der Fotografie hat er alles ausprobiert ohne sich jemals in Konventionen einschließen zu lassen. Sein Werk ist unglaublich vielfältig und quantitativ bis heute nicht voll erfasst. […] Seine zahlreichen Objekt-Assemblagen, die aus allem möglichen zusammengesetzt sind, wirken anregend für die Phantasie.“
Typisch für Man Rays Werk ist die Idee der ständigen mechanischen Wiederholung und Reproduktion, auch in kommerzieller Hinsicht, womit er ein grundlegendes Prinzip Andy Warhols sowie der Pop Art im Allgemeinen vorwegnimmt. Mit Warhol hat Man Ray auch biographische Gemeinsamkeiten: beide stammten aus armen Immigrantenfamilien und verkehrten später in höheren Gesellschaftskreisen, von denen sie zumeist ihre Aufträge bezogen, waren aber im Wesentlichen Einzelgänger.
Man Ray war einer von Warhols Helden, so dass Warhol, als er es sich leisten konnte, eine Reihe seiner Fotografien, Gemälde und frühen Bücher erwarb.
Der Turiner Galerist Luciano Anselmino (1943–1979) vermittelte den Kontakt zwischen Man Ray und Andy Warhol. Seine „Galleria Il Fauno“ war auf Surrealismus und Pop Art spezialisiert und stellte Künstler wie Max Ernst, Marcel Duchamp, Man Ray und Andy Warhol aus.
Am 30. November 1973 fotografierte Andy Warhol Man Ray in seinem Atelier in Paris. Man Ray war damals 83 Jahre alt. Laut Timothy Baum hatte Man Ray noch nie von Andy Warhol gehört. Luciano Anselmino beauftragte Andy Warhol zunächst mit einer Grafikserie mit dem Porträt von Man Ray, später mit drei verschiedenen Porträts von Man Ray auf drei verschiedenen großen Leinwänden in Acryl und Siebdruck. Die Werke wurden ab 1974 in der Galerie Il Fauno - Alexander Iolas in Mailand ausgestellt.

### Bedeutung für die Fotografie
Man Ray kam von der Malerei zur Fotografie und hob dabei die Grenzen zwischen der „dokumentarisch-utilitaristischen“ und der „kreativen“ Fotografie auf: Zum einen lieferte er als Zeitzeuge wichtige Fotodokumente aus den „Kinderjahren“ der modernen zeitgenössischen Kunst des 20. Jahrhunderts, zum anderen erweiterte er durch seine Experimentierfreude das Spektrum der damaligen „Lichtbildnerei“, in einer Zeit, als man glaubte, „alles sei schon durchfotografiert worden.“ Er porträtierte fast sämtliche bedeutenden Personen des kulturellen Zeitgeschehens im kreativen Zenit des Paris der 1920er Jahre und schuf damit ein Œuvre wie vor ihm nur Nadar.
Man Ray löste mit seiner Vielfalt der Techniken, der Fotocollage, dem Rayogramm – respektive der Solarisation – einen wichtigen Impuls für den Surrealismus aus. Indem er die gewöhnliche Bedeutung der Objekte aufhob und ihnen eine traumhaft-sinnliche, sogar erotische Komponente zukommen ließ, unterschied er sich von seinen europäischen Zeitgenossen wie Moholy-Nagy oder Lissitzky, die, ganz dem Gedanken des Bauhauses und des Konstruktivismus folgend, das nüchterne gegenstandslose Abbild suchten.
Der Kunsttheoretiker Karel Teige bezeichnete ihn hingegen als „zweitrangigen kubistischen Maler, der dank der Mode jener Zeit zum Dadaisten wurde, aufhörte zu malen und begann, metamechanische Konstruktionen – den suprematischen Konstruktionen der Russen Rodtschenko und Lissitzky ähnlich – zu konstruieren um sie schließlich mit genauer Kenntnis des fotografischen Handwerks zu fotografieren.“. Womit Man Rays Dilemma, dass die Fotografie lange nicht als „Kunst“ angesehen wurde, deutlich wird: Die von Literaten beherrschten Dadaisten schätzen ihn als Freund und Dokumentaristen, die künstlerische Anerkennung als Maler und Fotograf verwehrten sie ihm jedoch.
Während ihn die meisten zeitgenössischen amerikanischen Künstlerkollegen und Kritiker wie Thomas Hart Benton eher distanziert-abwertend als „Handwerker“ betrachteten – da ja die Fotografie „untrennbar“ mit der Mechanik verbunden sei und allenfalls Alfred Stieglitz, Paul Strand und Edward Steichen anerkannten – war einzig Georgia O’Keeffe, die sich selbst mit den Möglichkeiten der Fotografie befasste, bereit ihn als „jungen Maler mit ultramodernen Tendenzen“ hervorzuheben. Der Kritiker Henry McBride nannte ihn anlässlich einer Ausstellung in der Vallentine Gallery in New York „… einen Ursprungs-Dadaisten und den einzigen von Bedeutung, den Amerika produziert hat.“
Für viele Fotografen und Filmemacher war Man Ray Berater, Entdecker, Lehrmeister und spiritus rector zugleich: unter ihnen finden sich bekannte Namen wie Eugène Atget, Berenice Abbott, Bill Brandt oder Lee Miller.

### Bedeutung für den Film
Man Ray produzierte nur vier kurze Filme in den 1920ern, die, neben Buñuels und Salvador Dalís Aufsehen erregenden Werken Ein andalusischer Hund (1928) und L’Age d’Or (Das goldene Zeitalter), als Pionierarbeiten des poetisch-surrealistischen Experimentalfilms gelten. Darüber hinaus wirkte er zumeist beratend bei anderen Filmproduktionen mit. Durch seine Bekanntschaften mit René Clair, Jean Cocteau und anderen Filmschaffenden Anfang der 1930er Jahre hat sich Man Ray auch mit dem poetischen Realismus des französischen Films auseinandergesetzt. Der stilistische Einfluss Man Rays auf die Kinematographie findet sich in zahlreichen Kunstfilmen wieder; so unter anderem bei Marcel Carné, Jean Genet oder Jean Renoir oder in den Undergroundfilmen der Nachkriegszeit von beispielsweise Kenneth Anger, Jonas Mekas oder Andy Warhol.

### Bedeutung für die Malerei
In der Malerei rekapitulierte und reproduzierte Man Ray innerhalb kürzester Zeit, explizit von 1911 bis 1917, fast sämtliche Stile seiner Zeitgenossen: Angefangen beim Impressionismus führte ihn die fast zwanghafte Suche nach einer eigenen Ikonografie zu futurokubistischen Stilelementen, die sich teilweise auch in Picabias Werken wiederfinden. Man Ray stand damit malerisch an einen Scheideweg, der kennzeichnend für den beginnenden Präzisionismus als erste „eigene“ amerikanische Kunstrichtung und als Trennung von der europäischen Moderne zugleich war. Man Ray beschritt jedoch nicht den tradierten Weg des Tafelbildes. Der Prozess seiner Bildfindung glich eher einem seriellen Prozess, der getrieben war von der Suche „nach einem System, das den Pinsel ersetzen, ihn sogar übertreffen könnte.“ Zwischen 1917 und 1919 führte Man Ray mit Hilfe von Spritzpistolen und Schablonen die von ihm weiterentwickelte Aerographie als „maschinelles“ multifunktionales Stilmittel in die Malerei ein. Damit nahm er das Konzept der Warholschen Serigrafien und ihrer beliebigen Reproduzierbarkeit vorweg. In dem lyrisch abstrahierten kubistischen Werk Revolving Doors (1916/17) zeigt Man Ray in Collagen aus transparenten Papieren chromatische Überlagerungen, die einem konstruktivistischen Prinzip folgen und scheinbare „Standbilder“ eines kinetischen Kunst-Apparates sind, wie er später, 1930, unabhängig von Man Ray im Bauhaus als „Licht-Raum-Modulator“ bei Moholy-Nagy zu finden ist. Die Revolving Doors legte Man Ray 1926 als Serie auf.
Im Gegensatz zu seinen signifikanten Fotografien und Objekten wirkt Man Rays malerisches Werk weniger „verspielt“ und unzugänglicher und gipfelt letztlich in seinem surrealen Meisterstück A l’heure de l’observatoire – Les Amoureux (1932–1934), von dem Man Ray so angetan war, dass er es selbst immer wieder rezipierte. Seine späteren Werke schöpfen aus dem synthetischen Kubismus, greifen Ideen seiner New Yorker Jahre auf oder lehnen sich in Bildern wie La Fortune II an René Magrittes verschlüsselte Tautologien und die bühnenhaften Kompositionen der Pittura metafisica an. An die malerischen Tendenzen der Moderne nach 1945 konnte Man Ray indes nicht anknüpfen. Kritiker wie der Surrealismusexperte René Passeron stuften Man Rays Bedeutung für die Malerei gleichwohl als weniger relevant ein: „Wäre Man Ray nur Maler gewesen, so würde er bestimmt nicht zu den wichtigsten bildenden Künstlern des Surrealismus gehören.“

### Ehrungen
2017 wurde eine auf Kuba heimische Spinne nach ihm benannt: Spintharus manrayi.

## Film
- Liebe am Werk: Lee Miller & Man Ray. (OT: L’amour à l’œuvre – Lee Miller et Man Ray.) Dokumentarfilm, Frankreich, 2019, 26:22 Min., Buch und Regie: Stéphanie Colaux und Agnès Jamonneau, Produktion: Bonne Compagnie, arte France, Reihe: Liebe am Werk (OT: L’amour à l’œuvre. Couples mythiques d’artistes), Erstsendung: 28. April 2019 bei arte, Inhaltsangabe von ARD.